# Galeazzo Alessi

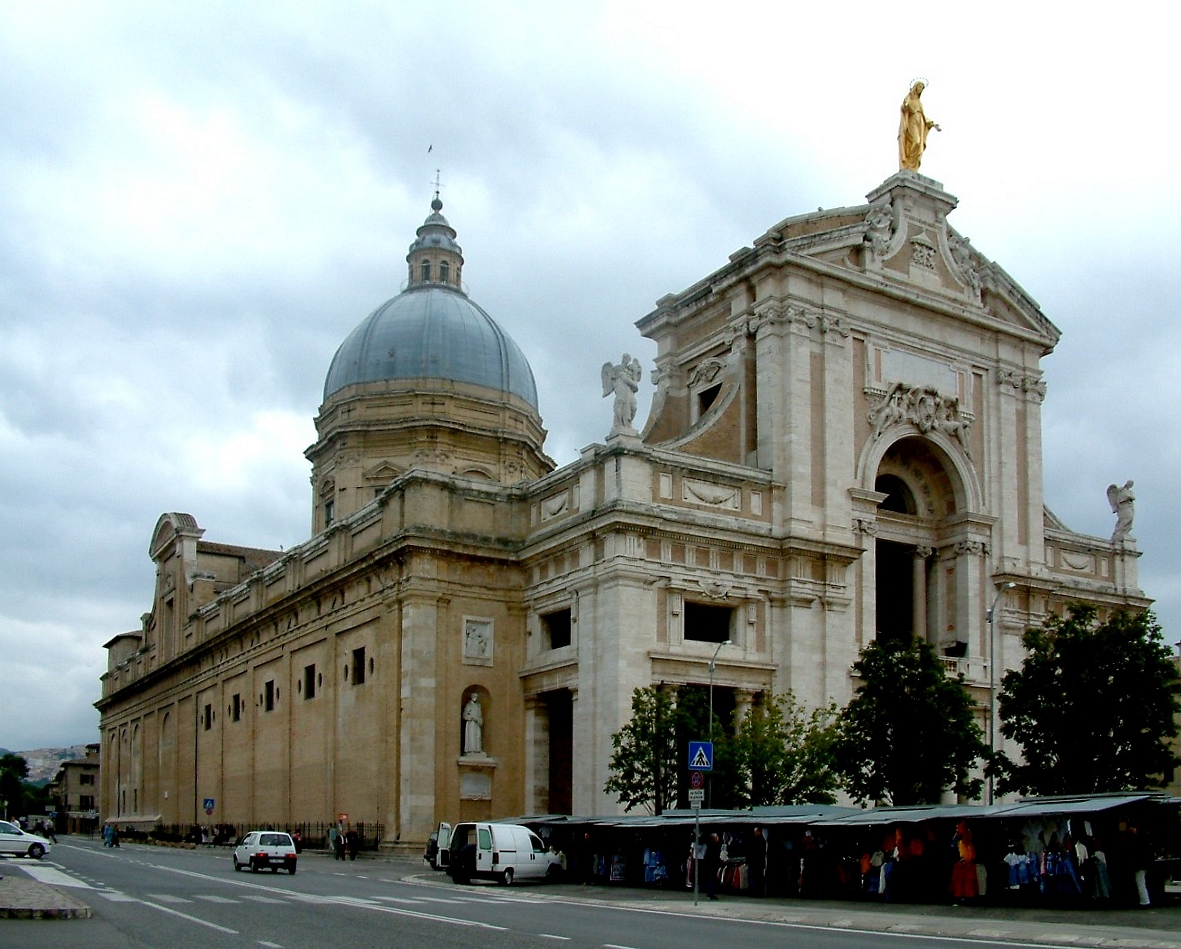
Basilica di Santa Maria degli Angeli in Assisi

Galeazzo Alessi (Perugia, 1512 - Porta Sole, 30 december 1572) was een Italiaans architect die in Europa bekend was door zijn stijl die gevormd was door de architectuur van de oudheid. Hij heeft tekenlessen gehad voor civiele en militaire bouwprojecten van Giovanni Battista Caporali.

## Werk
Hij studeerde van 1536-1542 in Rome, waar hij Michelangelo leerde kennen. Hij heeft een aantal jaren in Genua gewoond. Hij was betrokken bij de vormgeving van straten en stadsmuren. Hij was er tevens verantwoordelijk voor vele palazzi die nu behoren tot de Werelderfgoedlijst. Door hem ontworpen bouwwerken zijn te zien in veel andere Italiaanse steden, zoals Ferrara, Bologna, Napels en Milaan. Voor Milaan ontwierp hij de façade van Santa Maria presso San Celso. Met Giacomo Barozzi da Vignola ontwierp hij de Basilica di Santa Maria degli Angeli in Assisi, in grootte de zevende christelijke kerk uit die tijd. Elders in Europa ontwierp hij kerken, landhuizen en paleizen, o.a. in Frankrijk, Duitsland en Vlaanderen. Hij maakte ook ontwerpen voor El Escorial in Spanje, maar zijn hoge leeftijd en slechte gezondheid maakten de uitvoering onmogelijk.
De jonge Peter Paul Rubens was zozeer door zijn werk gefascineerd dat hij een serie tekeningen maakte die in 1622 onder de titel Palazzi di Genova gepubliceerd werden.

## Ontwerpen

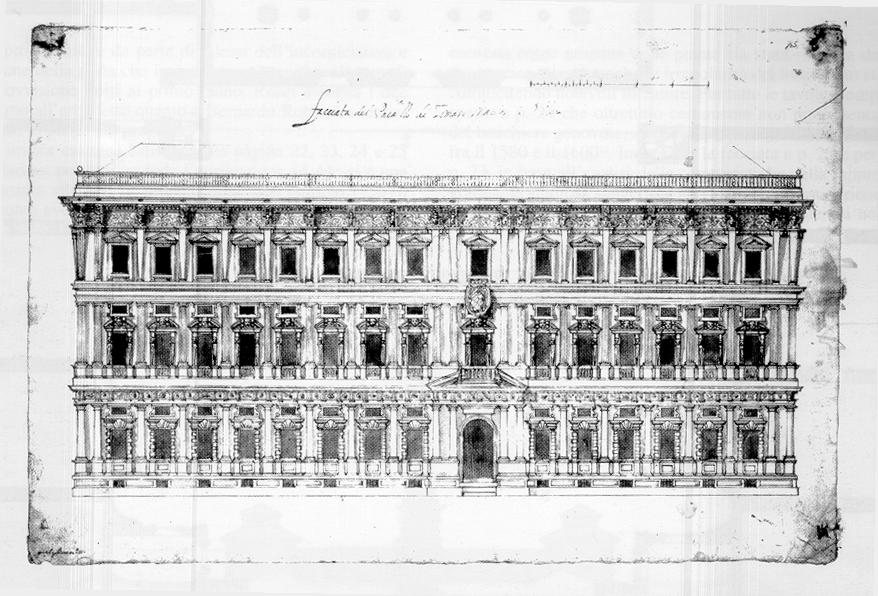
Alessi's oorspronkelijke ontwerp voor de façade van Palazzo Marino, Milaan, gewijzigd bij de uitvoering

### In Perugia
- Rocca Paolina (herziening bestaand ontwerp)
- Loggia at the Oratorio di San Angelo della Pace
- San Maria del Popolo (Camera di Commercio)
- Loggia voor de Palazzo dei Priori (herziening bestaand ontwerp)
- Klooster van Santa Giuliana (S. Caterina)
- Portaal van de Villa del Leone
- Poort in de zuidzijde van de Dom van Perugia
- Bijdragen aan de San Pietro

### In Assisi
- Basilica di Santa Maria degli Angeli (Assisi) (met Giacomo Barozzi da Vignola)
- Tabernakel van San Francesco
- Bijdragen aan Kathedraal van San Rufino

### In Genua
- Villa Giustiniani (Cambiaso, Albaro)
- Basilica di Santa Maria Assunta
- Porta del Molo (Porta Siberia), geplaatst in de stadsmuren
- Cupola van de Kathedraal van St. Laurentius
- Villa delle Peschiere di Tobia Pallavicino
- Villa Grimaldi-Sauli in Bisagno
- Voorstellen voor de palazzi in de Via Garibaldi (Strada Nuova)

### In Milaan
- Palazzo Marino, voor Tommaso Marino
- San Barnaba
- Auditorium van de Scuole Canobiane
- Santa Maria presso San Celso
- San Raffaele
- Verschillende projecten aan de Dom van Milaan, inclusief het monument van de Arcimboldi

### In Rome
- Niet uitgevoerde ontwerpen voor de Santissimo Nome di Gesù (kerk van de jezuïeten in Rome)

- Gemeinsame Normdatei: 118644599
- International Standard Name Identifier: 0000 0000 8344 247X
- Library of Congress Control Number: n81018917
- Nationale bibliotheek van Australië: 35782593
- Nationale Bibliotheek van Israël: 987007429940805171
- Nederlandse Thesaurus van Auteursnamen: 070228914
- RKD-Nederlands Instituut voor Kunstgeschiedenis: 1053
- Istituto Centrale per il Catalogo Unico: SBLV260290
- Système universitaire de documentation: 060103035
- Trove: 1085202
- Union List of Artist Names: 500033392
- Virtual International Authority File: 64800832
- WorldCat: E39PBJxcTyPhg6rYDGGwKt3CwC